# NGC 765
NGC 765 је спирална галаксија у сазвежђу Ован која се налази на NGC листи објеката дубоког неба.
Деклинација објекта је + 24° 53' 32" а ректасцензија 1h 58m 48,1s. Привидна величина (магнитуда) објекта NGC 765 износи 13,0 а фотографска магнитуда 13,8. NGC 765 је још познат и под ознакама UGC 1455, MCG 4-5-25, CGCG 482-33, IRAS 01559+2439, PGC 7475.